# Dichaetomyia watasei
Dichaetomyia watasei este o specie de muște din genul Dichaetomyia, familia Muscidae, descrisă de Shinonaga în anul 2000. Conform Catalogue of Life specia Dichaetomyia watasei nu are subspecii cunoscute.